# 蘭道夫 (內布拉斯加州)
蘭道夫（英語：Randolph）是位於美國內布拉斯加州錫達縣的城市。

## 人口
根據2020年美國人口普查的數據，蘭道夫的面積為2.71平方千米，皆為陸地。當地共有人口881人，而人口密度為每平方千米325人。